# San Carlos City, Negros Occidental
San Carlos City är en stad i Filippinerna. Den ligger i provinsen Negros Occidental i regionen Västra Visayas och har 118 259 invånare (folkräkning 1 maj 2000).
Staden är indelad i 18 smådistrikt, barangayer, varav 11 är klassificerade som landsbygdsdistrikt och 7 som tätortsdistrikt.